# Canápolis (Minas Gerais)
Canápolis es un municipio brasilero del estado de Minas Gerais. Su población estimada en 2009 era de 11.865 habitantes.
La ciudad de Canápolis es una de las que forman parte de la microrregión del Triángulo Minero, limitando con ciudades como Ituiutaba, Capinópolis, Centralina y el entrecruce de la MG 226 con la BR 153.